# Нижній Гумбет
Нижній Гумбе́т (рос. Нижний Гумбет) — село у складі Октябрського району Оренбурзької області, Росія.

## Населення
Населення — 916 осіб (2010; 1015 у 2002).
Національний склад (станом на 2002 рік):
- росіяни — 81 %